# Nuvistor
En nuvistor er et miniature elektronrør annonceret af RCA i 1959.  De fleste nuvistorer er grundlæggende fingerbølformet, men noget mindre end et fingerbøl, og meget mindre end datidens konventionelle elektronrør, næsten på størrelse af diskrete transistorhuse.  Trioder og nogle få tetroder blev produceret. Nuvistorer er lavet af metal og keramik. Det at lave nuvistorer kræver specialudstyr, hvor det meste værktøj er placeret i vakuum - og nuvistorer bliver konstrueret heri.
Nuvistorer er blandt de højest ydende småsignal radiofrekvens elektronrør. Nuvistorer har fremragende VHF- og UHF-ydelse – i forhold til datidens andre elektronrør – plus lavt støjtal, og var meget anvendt i 1960'erne i fjernsyn, radiomodtagere og hi-fi-udstyr i primært radiofrekvensdelen og oscilloskoper. Nuvistorer konkurrerede med faststofrevolutionen (fx transistorer). RCA stoppede med at anvende nuvistorer i deres fjernsynstunere i slutningen af 1971.
De fleste nuvistorer er beregnet til at blive isat en sokkel. En del nuvistorer har lange tilledninger som typisk loddes fast.
En berømt nuvistoranvendelse var i Ampex MR-70, en dyr studio båndoptager hvor alle forstærkertrinnene var baserede på nuvistorer. En anden begrænset nuvistoranvendelse var i datidens studio mikrofoner; AKG/Norelco C12a, som bl.a. anvendte nuvistortrioden 7586. Tektronix anvendte også nuvistorer i adskillige af deres high end oscilloscoper fra 1960'erne.

## Produktkoder
- 7586 - Første nuvistor, medium mu triode
- 7587 - Sharp cutoff tetrode
- 8056 - triode for lave pladespændinger
- 8058 - triode, med plade cap & grid på skallen, med UHF-ydelse
- 7895 - 7586 med højere mu
- 2CW4 - Samme som 6CW4, men med en 2,1 volt / 450 milliampere glødetråd.  Anvendt i fjernsynstunere med seriekoblede glødetråde
- 6CW4 - høj mu triode, mest almindelige i forbrugerelektronik
- 6DS4 - remote cutoff 6CW4
- 6DV4 - medium mu, beregnet til UHF oscillator, skallen var nogle gange forgyldt
- 8393 - medium mu, anvendt i Tektronix oscilloscoper (12,6 volt glødetråd)
- 13CW4 - samme som 6CW4, men med 12,6 Volt / 230 milliampere glødetråd